# سرگئی ونسفسکی
 سرگئی ونسفسکی (انگلیسی: Sergei Vonsovsky؛ زاده ۲ سپتامبر ۱۹۱۰ درگذشته ۱۱ اوت ۱۹۹۸) یک فیزیک‌دان اهل روسیه بود.